# Lepisosteidae
Lepisosteidae · Brochets crocodiles
 (juillet 2015).
Si vous disposez d'ouvrages ou d'articles de référence ou si vous connaissez des sites web de qualité traitant du thème abordé ici, merci de compléter l'article en donnant les références utiles à sa vérifiabilité et en les liant à la section « Notes et références ».
Famille
Les Lépisostéidés (Lepisosteidae), couramment appelés brochets crocodiles, forment une famille de poissons osseux d'eau douce originaire d'Amérique du Nord. Des espèces fossiles âgées de millions d'années (Crétacé) sont connues. Leur "gueule" comporte environ 500 dents. Leur museau, à l'origine de leur surnom, a la forme de celui d'un crocodile. Une fois la proie en bouche, le brochet crocodile ne la lâche plus, il attend patiemment qu'elle soit épuisée puis l'avale sans la croquer. Les brochets crocodiles peuvent mesurer jusqu'à 3 mètres.

## Liste des genres
Selon FishBase :
- genre Atractosteus
- genre Lepisosteus

Selon ITIS (27 juillet 2018) :
- genre Atractosteus Rafinesque, 1820
- genre Lepisosteus Lacepède, 1803

## Galerie

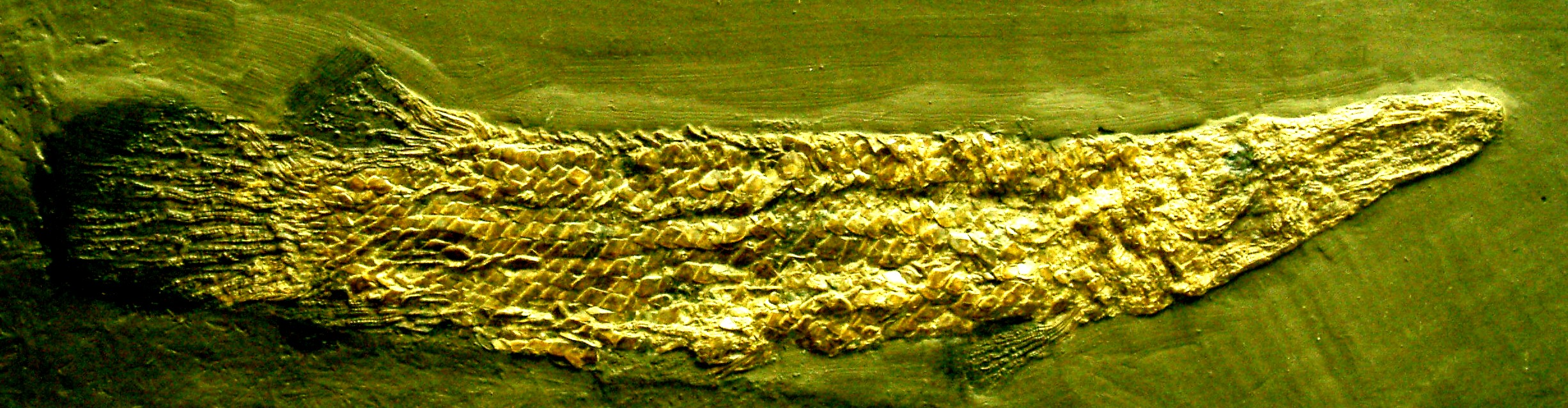
Atractosteus fossile
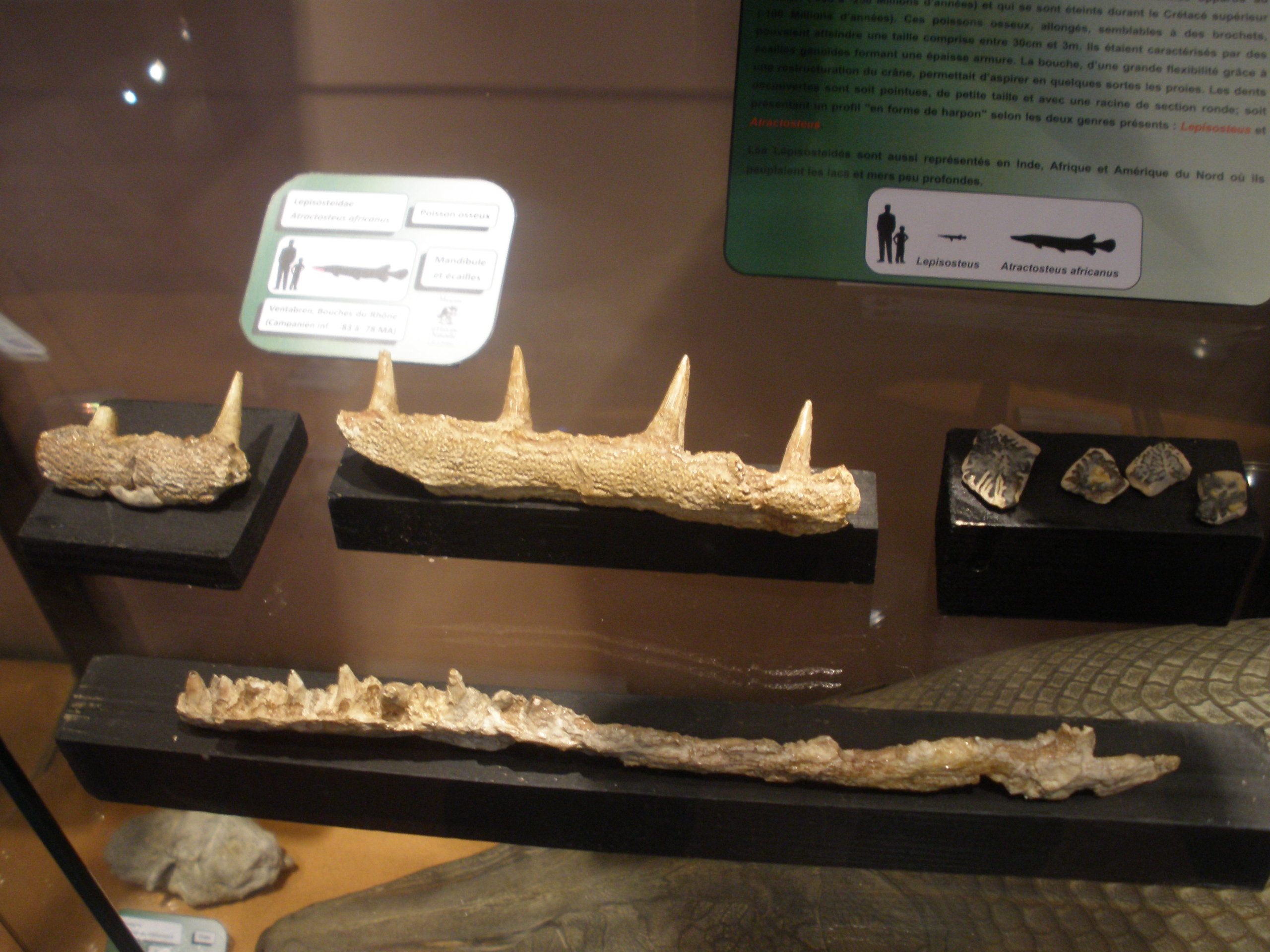
Atractosteus africanus fossiles
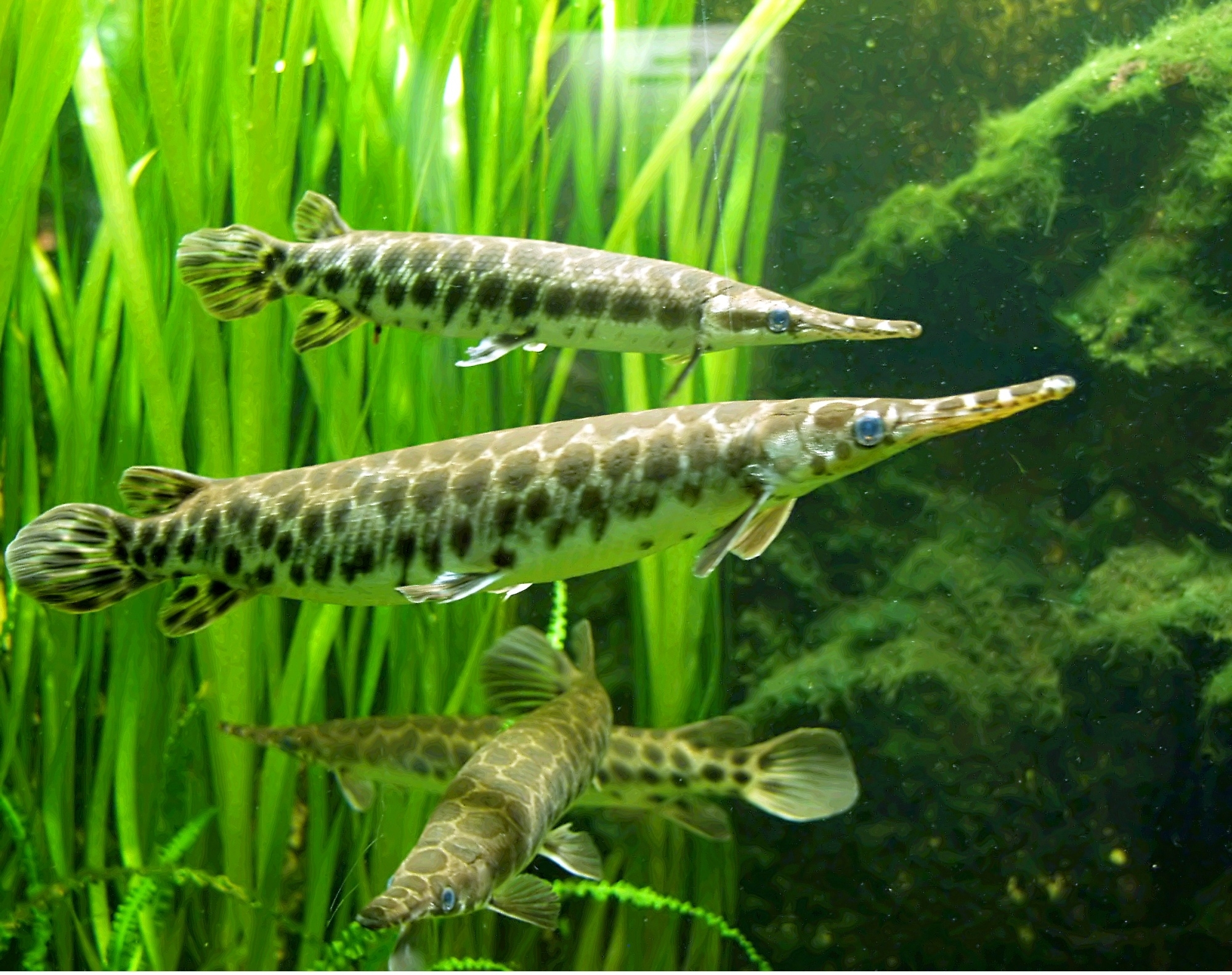
Lepisosteus platyrhincus

## Histoire évolutive
Les brochets crocodiles font partie des « fossiles vivants ». Un fossile vivant n'est pas nécessairement un taxon ayant peu évolué : les cœlacanthes, la Chimère éléphant et l'Hoazin, par exemple, ont des taux de mutation de l'ordre de 0,0005 mutation par site et par million d'années, certes plus faibles que ceux des amphibiens (0,007) ou des  mammifères placentaires (0,02), mais suffisants pour dire qu'ils ont beaucoup changé au niveau moléculaire, même s'ils ressemblent à leurs ancêtres lointains. Les brochets crocodiles, en revanche, ont vraiment très peu évolué : pour presque chaque exon, ils ont les taux de substitution moléculaire les plus petits connus, souvent par plusieurs ordres de grandeur, et ne présentent en moyenne que 0,00009 mutation par million d'années sur chaque site. Ainsi, deux genres ayant divergé il y a environ 20 millions d'années montrent des séquences identiques sur presque tous les sites analysés, et des genres ayant divergé il y a plus de 100 millions d'années sont encore capables de s'accoupler et de produire des hybrides viables. Une explication plausible de cette stabilité réside, comme pour les esturgeons (les vertébrés au taux de mutation le plus bas après les brochets crocodiles), dans une particulière efficacité des mécanismes de réparation de l'ADN,.